# Gammarus craspedotrichus
Gammarus craspedotrichus is een vlokreeftensoort uit de familie van de Gammaridae. De wetenschappelijke naam van de soort is voor het eerst geldig gepubliceerd in 2002 door Hou & Li. Zij troffen de soort aan in zoetwatersystemen in Guizhou, China.